# حزب نهضت ملی افغانستان
حزب نهضت ملی افغانستان یک حزب سیاسی در افغانستان است. اندازه حزب هنوز در دسترس نیست، چرا که انتخابات پارلمانی در افغانستان بر پایه یک پایه غیر حزبی برگزار شده‌اند.